# Neuvelle-lès-Cromary
Neuvelle-lès-Cromary è un comune francese di 312 abitanti situato nel dipartimento dell'Alta Saona nella regione della Borgogna-Franca Contea.

## Società

### Evoluzione demografica
Abitanti censiti